# Una àrida estació blanca
Una àrida estació blanca (títol original: A Dry White Season) és una pel·lícula estatunidenca dramàtica/històrica dirigida per Euzhan Palcy el 1989. Ha estat doblada al català.

## Argument
Ben Du Toit és un professor d'història, un Afrikaner de Johannesburg com els altres,  la vida  ben regulada dels quals gira al voltant dels pols següents: família, parròquia, treball.
Pren a poc a poc consciència de les difícils condicions de vida dels negres al seu país quan Gordon, el jardiner negre de l'escola on ensenya, i del qual s'havia fet amic, és detingut. Gordon havia començat una investigació per aclarir les condicions de la mort del seu fill a la presó, un jove dotat, a qui  Ben pagava els estudis. L'adolescent s'havia trobat en una manifestació que havia degenerat, perquè, com tants d'altres joves negres de Sud-àfrica no podia seguir donant suport a les lleis racials.

## Repartiment
- Donald Sutherland: Benjamin Du Toit
- Janet Suzman: Susan Du Toit
- Zakes Mokae: Stanley Makhaya
- Jürgen Prochnow: capità Stolz
- Susan Sarandon: Melanie Bruwer
- Marlon Brando: Ian McKenzie
- Winston Ntshona: Gordon Ngubene
- Thoko Ntshinga: Emily Ngubene
- Leonard Maguire: Bruwer
- Gerard Thoolen: coronel Viljoen
- Susannah Harker: Suzette Du Toit
- Andrew Whaley: Chris
- Rowen Elmes: Johan Du Toit
- Stella Dickin: mare de Susan
- David de Keyser: pare de Susan
- John Kani: Julius
- Sophie Mgcina: Margaret
- Bekhithemba Mpofu: Jonathan
- Tinashe Makoni: Robert
- Precious Phiri: Wellington